# Акварони (Фрозиноне)
Акварони (итал. Acquaroni) је насеље у Италији у округу Фрозиноне, региону Лацио.
Према процени из 2011. у насељу је живело 121 становника. Насеље се налази на надморској висини од 375 м.